# 雀麥花葉病毒科
雀麥鑲嵌病毒科(Bromoviridae)是馬特利病毒目的一个科。

## 下属分类
本科包括以下属：
- 紫花苜蓿鑲嵌病毒屬 Alfamovirus ，代表種：紫花苜蓿鑲嵌病毒(Alfalfa mosaic virus)
- Anulavirus
- 雀麥鑲嵌病毒屬 Bromovirus ，代表種：雀麥鑲嵌病毒(Brome mosaic virus)
- 黃瓜鑲嵌病毒屬 Cucumovirus ，代表種：黃瓜鑲嵌病毒(Cucumber mosaic virus)
- 等變環點病毒屬 Ilarvirus ，等量易變斑點病毒屬，代表種：菸草條(斑)紋病毒(Tobacco streak virus)
- 油橄欖病毒屬 Oleavirus ，代表種：油橄欖潛伏病毒(Olive latent virus 2)